# Senem Tüzen
[./Https://www.imdb.com/name/nm4127109/%3Fref_=tt_ov_dr Senem Tüzen] es una guionista, directora de cine, editora y productora turca. Es más conocida por su película de 2015 Motherland, por la que obtuvo el premio al Mejor guion en los Premios Asia Pacific Screen Awards en 2015, el premio FIPRESCI del Festival Internacional de Cine de Varsovia y el Premio Golden Prometheus del Festival de Cine de Tiflis como Mejor Película.

## Biografía
Tüzen está casada y tiene dos hijos.
Se graduó de la Universidad de Bellas Artes Mimar Sinan y es licenciada en cine y televisión.

## Carrera
La carrera cinematográfica de Tüzen la ha visto en una variedad de roles. Tiene créditos como editora, directora de fotografía, directora y productora. Su trabajo con frecuencia presenta temas del papel de la mujer en la sociedad y cómo se aplica eso dentro de la familia. A Life Without Words ( Una vida sin palabras ) se centra en el papel de tres hermanos sordos que viven en las zonas rurales de Nicaragua, y analiza las intersecciones entre discapacidad, género y pobreza, y cómo funcionan estas cosas en la unidad familiar. Motherland, especialmente, se centra en la singularidad de las relaciones madre-hija en la cultura turca, y cómo estas relaciones reflejan el panorama político de Turquía. Las experiencias de Tüzen con la realización de películas que provienen de una postura políticamente cargada la han llevado a interesarse en "guiones que pueden ser filmados al estilo guerrillero, independientemente de cualquier apoyo gubernamental o institucional". Mencionó durante una entrevista que los requerimientos de aprobación del gobierno significan que ciertas películas turcas nunca sean vistas en los cines o festivales de cine, comparando el proceso con la censura. 
Ella y su esposo cofundaron la productora Zela Film que produjo su largometraje Motherland. Zela Film también produjo su documental de 2011 A Life Without Words ( Una vida sin palabras ). Otros proyectos de Zela Film incluyen: 
- Eat Your Catfish (2021)[11]
- Little Men (Küçük Adamlar) (2017)
- Adem'in Seyir Defteri (2009)

Cada una de estas películas está dirigida por Adam Isenberg, con quien trabaja con frecuencia, compartiendo créditos tanto en Motherland  como en A Life Without Words.

## Premios y reconocimientos
Su largometraje, Motherland es con mucho su película más premiada, en 2015 ganó el premio Asia Pacific Screen Awards al Mejor guion, así como el premio FIPRESCI en el Festival Internacional de Cine de Varsovia, y el Premio Golden Prometheus del Festival de Cine de Tiflis a la Mejor Película. Antes de Motherland, también ganó dos premios IFSAK al mejor cortometraje por Rats (2005) y Milk and chocolate (2008). También recibió una nominación para el premio al Mejor Corto de la Asociación de Críticos de Cine de Turquía. Su último documental Eat Your Catfish, ganó el premio al mejor documental en el 41.º Festival Internacional de Cine de Estambul y al mejor documental internacional en el 11.º Festival de Cine de Atenna.  

## Filmografía
La primera filmografía de Tüzen contiene principalmente cortometrajes, solo en la parte posterior de su carrera trabajó en documentales y largometrajes. 
| Año  | Título                             | Tipo         | Papel                                         |
| ---- | ---------------------------------- | ------------ | --------------------------------------------- |
| 2004 | El sueño de Ali                    | Corto        |                                               |
| 2005 | Ratas                              | Corto        |                                               |
| 2007 | Unus Mundus                        | Corto        |                                               |
| 2008 | Leche y Chocolate                  | Corto        |                                               |
| 2010 | Arpegio ante lucem (pera berbangê) | Corto        | Directora de fotografía, editora              |
| 2011 | Una vida sin palabras              | Documental   | Directora, editora, productora                |
| 2015 | Tierra Madre                       | Largometraje | Directora, editora, productora, escritora     |
| 2021 | Eat Your Catfish                   | Documental   | Codirectora, coproductora, escritora, editora |